# Homicide volontaire (film)
Pour plus de détails, voir Fiche technique et Distribution.
Homicide volontaire (L'arma) est un film italien réalisé par Pasquale Squitieri, sorti en 1978.

## Fiche technique
- Titre original : L'arma
- Titre français : Homicide volontaire
- Réalisation : Pasquale Squitieri
- Scénario : Pasquale Squitieri
- Musique : Tullio De Piscopo
- Pays d'origine : Italie
- Format : Couleurs - Mono
- Genre : drame
- Date de sortie : 1978

## Distribution
- Claudia Cardinale : Marta Compagna
- Stefano Satta Flores : Luigi Compagna
- Benedetta Fantoli : Rossana Compagna
- Clara Colosimo : Pitta Callini